# 塔城道
塔城道，中华民国初期设置的道。
清德宗光绪十四年（1888年）置塔尔巴哈台直隶厅，属伊塔道。1913年，全国废厅改县。1916年12月由伊犁道的塔城县和迪化道的沙湾县、乌苏县两县设置塔城道，治塔城县（今新疆塔城市），属新疆省，1918年8月由塔城县析置额敏县。置道尹一员；下辖塔城县、乌苏县、沙湾县、额敏县4县及和什托罗盖县佐。辖境约当今新疆维吾尔自治区塔城地区及克拉玛依市、石河子市、奎屯市三市。1924年6月废。